# 北京市仁爱教育研究所
北京市仁爱教育研究所（英文：Beijing Ren'ai Education Institute），中華人民共和國唯一一家民营中小学教材编写机构，成立于1992年，总部设在北京市海淀区。该所主要业务是教科书与教辅的编写、研发工作，所编写的教材又称为仁爱版。

## 简介
仁爱所的创始人、所长为赵勇，1990年毕业于福州大学，1992年赴北京创业，创办北京市仁爱教育研究所。该所广泛使用的教科书为英语教材（7-9年级），介绍称主编为吉姆·格林鲁（Jim Greenlaw），加拿大人，毕业于不列颠哥伦比亚大学。该教材在中国大陆范围内使用数量为1100万册左右，约占全国初中英语20%市场份额，为全国市场占有率第2名。除编写英语教材外，该所还编写化学、地理、幼儿园、学前班、写字、专题、地方课程教材，由于是民营机构，该所不直接出版教材，而是委托其他出版社出版。
此外，该所还编写、研发了与仁爱版教材配套使用的教辅和电子产品，这些产品皆会在的封二、封三以及封底印有广告，在仁爱版教科书内以“活页广告”的形式呈现。

## 负面事件
2012年，一新浪微博网友称所使用的仁爱版教科书带有广告内容，这些广告包括辅导资料，覆讀機，学习机的宣传，但未透露其就读初中所在的省市。
2014年9月，广东肇庆网友“我爱北京1232014”爆料，女儿所用的仁爱版英语教材的第一页《出版说明》中，开头不是对课本编写给予说明，而是宣传为课本配套的各种“原配英语产品”做广告。另外在课本封底和课本中间6页也有大量的广告出现。9月3日，仁爱教育研究所所长赵勇承认肇庆市的初一学生确实在使用他们编著的英语课本，但该内容不是广告，是一种“售后服务”。根据2011年中华人民共和国教育部《义务教育教科书编印规范》规定，教科书内不得有广告内容。
2014年10月，此事件被中国中央电视台财经频道《是真的吗》报道。报道称，记者前往肇庆市采访书店和学校发现，确实有使用仁爱版教科书现象。随后记者先后致电当地教育局和仁爱教育研究所所长赵勇，询问后对方皆挂断电话。
截至2014年10月，出版方、教育局皆未对此事做出回应。